# 3e Oekraïense Front

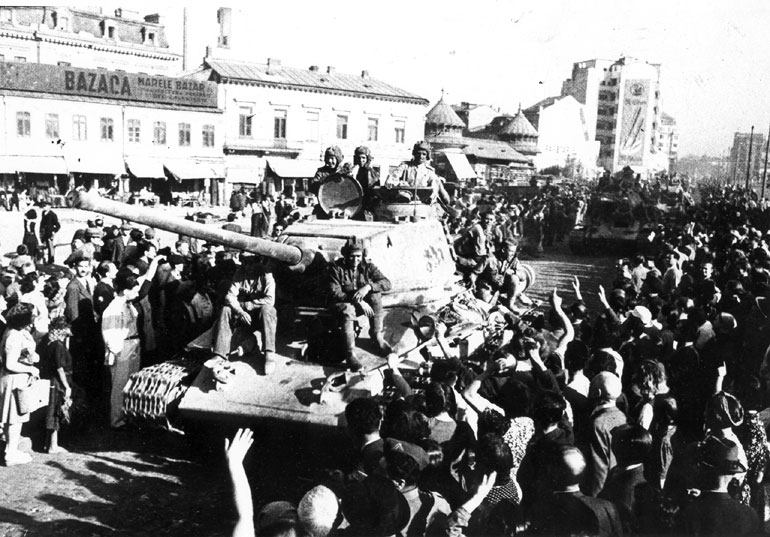
Het 3e Oekraïnese Front trekt Boekarest binnen op 31 augustus 1944

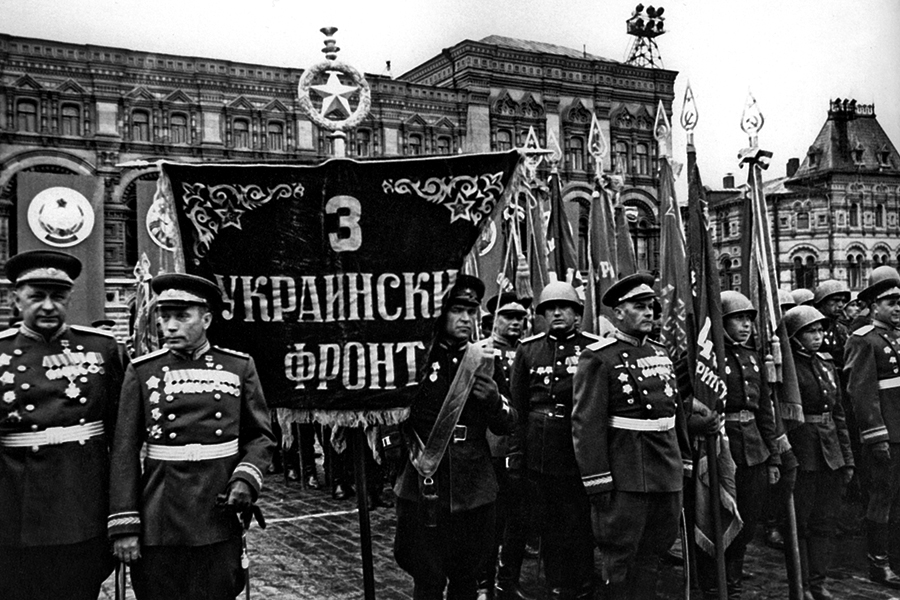
Het 3e Oekraïense Front op de overwinningsparade op het Rode Plein te Moskou op 24 juni 1945

Het 3e Oekraïense Front (Russisch: Третий Украинский фронт) was een legergroep (front) van het Rode Leger (Sovjet-Unie) die in de Tweede Wereldoorlog vocht in Oekraïne, Moldavië, Roemenië, Bulgarije, Hongarije en Oostenrijk.

## Slagorde
Bij bevel van Stavka op 16 oktober 1943 werd het 3e Oekraïense Front op 20 oktober 1943 opgericht vanuit het Zuidwestelijk Front met als nieuw doel om Oekraïne te bevrijden en met generaal Rodion Malinovski als commandant.
- 1e Gardeleger
- 8e Gardeleger
- 6e Leger
- 12e Leger
- 46e Leger
- 17e Luchtleger

Latere versterkingen:
- 5e Stoottroepenleger
- 4e Gardeleger
- 9e Gardeleger
- 26e Leger
- 27e Leger
- 28e Leger
- 37e Leger
- 6e Garde Tankleger
- 1e Bulgaars Leger
- 2e Bulgaars Leger
- 4e Bulgaars Leger
- Donauflottielje met de 83e brigade mariniers

## Veldslagen

### Oekraïne
Half oktober 1943 moest het front de Ostwall doorbreken en op de as Izjoem – 
Dnipro bruggenhoofden op de linkeroever van de Dnjepr vestigen in de Slag om de Dnjepr. Een eerste poging mislukte. 
Het 8e Gardeleger, het 3e Gardeleger en het 12e Leger met het 1e Garde Gemechaniseerd Korps en het 23e Tankkorps met luchtsteun van het 17e Luchtleger.
Op 10 oktober 1943 viel Vasili Tsjoejkov aan met het 8e Garde Leger.
Op 13 oktober viel het tankkorps aan en het 12e Leger viel vanuit het noorden aan en het 3e Gardeleger vanuit het zuiden van Zaporizja. De Duitsers trokken zich terug uit Zaporizja en vernielden de achter zich spoorwegbrug over de Dnjepr.
Op 23 oktober kwam het 46e Leger met het 8e Gardeleger in actie om Dnipro in te nemen en het 1e Pantserleger in te sluiten op de westelijke oever tussen Dnipro en Kamjanske
Het 46e leger nam de waterkrachtcentrale op de Dnjepr in opdat de terugtrekkende Duitsers de dam niet zouden opblazen.
Op 25 oktober was Dnipro ingenomen, maar er was schade aan de dam en de installaties.
Tezelfdertijd rukte Ivan Konev met het 2e Oekraïense Front vanuit het noorden op naar Kryvy Rih, maar hij kon de Inhoelets niet oversteken ten noorden van Cherson en het 1e Pantserleger kon ontsnappen.
Nikolaj Vatoetin van het 1e Oekraïense Front lag ten noorden van  Poltava en stuurde het 5e Garde Tankleger naar Kryvyi Rih, maar met zijn lange aanvoerlijn kon hij de stugge Duitse verdediging niet doorbreken.
Er was nu een bruggenhoofd tussen Krementsjoek en Dnipro en het was uitgebreid tot Zaporizja nadat het Zuidelijk Front de Ostwall doorbroken had.
Nadien nam het 6e Leger bruggenhoofden ten zuiden van Zaporizja] in.
Eind december controleerden het 3e en 2e Oekraïense Front de loop van Djnepr.
Nu in december ook de rechteroever bevrijd van de Djnepr was vielen het 3e en 4e Front Nikopol en Kryvy Rih aan.
In 1944 namen ze het gebied rond de Inhoelets in,
In maart – april kregen ze versterkingen en vielen ze Nikolajev, Berezjnehuvate, Snihoerivka en Odessa aan.
Op 6 maart 1944 namen ze terrein rond de rivieren de Inhoelets, Visoen en Inhoel in.
Ze hielpen de Zwarte Zeevloot om heel Oekraïne te bevrijden.
In mei 1944 nam maarschalk Fjodor Tolboechin het bevel over.

### Moldavië en Roemenië
Ze bevrijden grotendeels Moldavië en veroverden bruggenhoofden op de rechteroever van de  Dnjestr waaronder Kitskanski.
In augustus 1944 vocht het Front bij Iași en Chisinau en bevrijdde heel Moldavië. Op 31 augustus 1944 trok het 3e Front Boekarest binnen. Daarop verklaarde Roemenië de oorlog aan Duitsland.  

### Bulgarije
Op 8 september verklaarde de Sovjet-Unie de oorlog aan Bulgarije en het 3e Front bezette een deel ervan met de Sovjet-inval in Bulgarije. De volgende dag pleegde een communistische coalitie de Bulgaarse staatsgreep 1944 en Bulgarije verklaarde de oorlog aan Duitsland.

### Servië
Van 28 september tot 20 oktober 1944 zette het 3e Front samen met Joegoslavische partizanen en het Vaderlands Front (Bulgarije) het Belgrado-offensief in en bevrijdden Belgrado en het grootste deel van Servië.

### Hongarije en Oostenrijk
Van oktober 1944 tot februari 1945 stak het 3e Front de Donau over en vestigde een bruggenhoofd op de rechteroever in de Slag om Boedapest. In januari 1945 weerden ze tegenaanvallen af. In maart zetten de Duitsers een tegenoffensief Operatie Frühlingserwachen in, maar het 3e Front brak de Duitse opmars in twee bij het Balatonmeer.
Op 16 maart bevrijdden het 3e en 2e Front Hongarije en namen in de Slag om Wenen Wenen en het oosten van Oostenrijk in.
Op 15 juni 1945 werd het front opgeheven en geïntegreerd in de Zuidelijke Groep van Legermachten.